# Einkommensnachweis
Ein Einkommensnachweis gibt Auskunft über die tragbare finanzielle Belastung für eine Person. Der Einkommensnachweis ist sowohl für Kreditinstitute – bei der Prüfung einer Kreditvergabe – in diesem Fall als Bestandteil einer Bonitätsprüfung (der Einnahmen-Ausgaben-Rechnung), als auch für Behörden, zum Beispiel zur Klärung von Unterhaltsverpflichtungen, gegenüber naher Angehöriger maßgeblich. Auch bei Abschluss eines Immobilien-Mietvertrags ist diese Auskunft üblich.
Bei einer Kreditvergabe sind – unabhängig davon ob es sich um einen Bankkredit oder einen Handelskredit (Versandhauskredit) handelt – neben weiteren Unterlagen, das Kreditscoring für die Kreditvergebende Stelle entscheidend. 
Je nach Kreditvolumen werden vom Kreditgeber oft folgende Unterlagen angefordert:
- Bei unselbständig Tätigen
  - die letzten drei Gehaltsabrechnungen
  - Verdienstbescheinigung des Arbeitgebers
  - Arbeitsvertrag
- Bei selbständig Tätigen
  - Letzte zwei Jahresabschlüsse
  - Aktuelle BWA
  - Einkommensteuerbescheide der letzten zwei Jahre

Für den Nachweis anderer Einkommensarten können dienen
- Mietverträge
- Wertpapierabrechnungen
- Rentenbescheide